# Fabrice Luchini
Fabrice Luchini, pseudonimo di Robert Luchini (Parigi, 1º novembre 1951), è un attore e umorista francese. 
È vincitore di un Premio César e della Coppa Volpi per la Migliore Interpretazione Maschile alla settantaduesima edizione della Mostra Internazionale d'Arte Cinematografica della Biennale di Venezia per La corte.

## Biografia
Luchini nasce nel nono arrondissement di Parigi il 1º novembre 1951, ultimogenito dei tre figli di Adelmo Luchini (1910-2008), un fruttivendolo nato e cresciuto a Villerupt da un immigrato italiano originario di Assisi e da una donna francese, Hélène Raulhac (1919-2008), una casalinga originaria del decimo arrondissement della capitale. A 14 anni viene assunto come apprendista da un coiffeur pour dames di lusso nei pressi degli Champs-Élysées, che lo convince ad adottare il nome d'arte di Fabrice. Inizia a frequentare dei corsi di recitazione, e a 17 anni gli sono affidati dei piccoli ruoli in alcuni film. Da allora inizia la sua fortunata carriera di attore cinematografico e teatrale.
A teatro è stato interprete di una pièce su Viaggio al termine della notte di Louis-Ferdinand Céline. Motivato da una grande passione per la letteratura, ha inoltre recitato versi e prose di Flaubert, Nietzsche, Balzac, La Fontaine, Proust e Philippe Muray. Al cinema ha lavorato, tra gli altri, con registi del calibro di Éric Rohmer, Claude Berri, Claude Lelouch, Patrice Leconte e François Ozon. Nel 1991 ha vinto il Premio Jean Gabin e nel 1994 il premio César per il migliore attore non protagonista per il suo ruolo nel film L'amante del tuo amante è la mia amante. Nel 2015 vince la Coppa Volpi alla 72ª Mostra internazionale d'arte cinematografica di Venezia per l'interpretazione in La corte di Christian Vincent.

## Filmografia

### Cinema
- Tout peut arriver, regia di Philippe Labro (1969)
- Il ginocchio di Claire (Le Genou de Claire), regia di Éric Rohmer (1970)
- Valparaiso, Valparaiso, di Pascal Aubier (1971)
- Racconti immorali (Contes Immoraux), regia di Walerian Borowczyk (1974)
- Vincent mit l'âne dans un pré (et s'en vint dans l'autre), regia di Pierre Zucca (1975)
- Ne, regia di Jacques Richard (1975)
- Violette Nozière, regia di Claude Chabrol (1978)
- Il fuorilegge (Perceval le Gallois), regia di Éric Rohmer (1978)
- Même les mômes ont du vague à l'âme, regia di Jean-Louis Daniel (1980)
- La moglie dell'aviatore (La Femme de l'aviateur), regia di Éric Rohmer (1981)
- T'es folle ou quoi?, regia di Michel Gérard (1982)
- Zig Zag Story, regia di Patrick Schulmann (1983)
- Emmanuelle 4 (Emmanuelle IV), regia di Francis Leroi e Iris Letans (1984)
- Le notti della luna piena (Les Nuits de la pleine lune), regia di Éric Rohmer (1984)
- Rouge-gorge, regia di Pierre Zucca (1985)
- P.R.O.F.S., regia di Patrick Schulmann (1985)
- Consiglio di famiglia (Conseil de famille), regia di Costa-Gavras (1986)
- Max amore mio (Max mon amour), regia di Nagisa Ōshima (1986)
- Reinette e Mirabelle (Quatre aventures de Reinette et Mirabelle), regia di Éric Rohmer (1987)
- Hôtel du Paradis, regia di Jana Bokova (1986)
- Les Oreilles entre les dents, regia di Patrick Schulmann (1987)
- Alouette je te plumerai, regia di Pierre Zucca (1988)
- La Couleur du vent, regia di Pierre Granier-Deferre (1988)
- La timida (La Discrète), regia di Christian Vincent (1990)
- Uranus, regia di Claude Berri (1990)
- Il ritorno di Casanova (Le Retour de Casanova), regia di Édouard Niermans (1992)
- Riens du tout, regia di Cédric Klapisch (1992)
- L'albero, il sindaco e la mediateca (L'Arbre, le Maire et la Médiathèque), regia di Éric Rohmer (1992)
- Toxic Affair, regia di Philomène Esposito (1992)
- L'amante del tuo amante è la mia amante (Tout ça... pour ça!), regia di Claude Lelouch (1993)
- Il colonnello Chabert (Le Colonel Chabert), regia di Yves Angelo (1994)
- L'Année Juliette, regia di Philippe Le Guay (1994)
- L'insolente (Beaumarchais l'insolent), regia di Édouard Molinaro (1996)
- Uomini & donne - Istruzioni per l'uso (Hommes, femmes, mode d'mploi), regia di Claude Lelouch (1996)
- Un air si pur..., regia di Yves Angelo (1997)
- Il cavaliere di Lagardère (Le Bossu), regia di Philippe de Broca (1997)
- Par cœur, regia di Benoît Jacquot – documentario (1998)
- Rien sur Robert, regia di Pascal Bonitzer (1999)
- Niente scandalo (Pas de scandale), regia di Benoît Jacquot (1999)
- Barnie et ses petites contrariétés, regia di Bruno Chiche (2000)
- Il costo della vita (Le Coût de la vie), regia di Philippe Le Guay (2003)
- Confidenze troppo intime (Confidences trop intimes), regia di Patrice Leconte (2003)
- La Cloche a sonné, regia di Bruno Herbulot (2005)
- Jean Philippe, regia di Jean Tuel (2006)
- Le avventure galanti del giovane Molière (Molière), regia di Laurent Tirard (2007)
- Parigi (Paris), regia di Cédric Klapisch (2008)
- La Fille de Monaco, regia di Anne Fontaine (2008)
- Musée haut, musée bas, regia di Jean-Michel Ribes (2008)
- Les Invités de mon père, regia di Anne Le Ny (2010)
- Potiche - La bella statuina (Potiche), regia di François Ozon (2010)
- Le donne del 6º piano (Les Femmes du 6ème étage), regia di Philippe Le Guay (2011)
- Asterix & Obelix al servizio di Sua Maestà (Astérix et Obélix au service de sa majesté), regia di Laurent Tirard (2012)
- Nella casa (Dans la maison), regia di François Ozon (2012)
- Molière in bicicletta (Alceste à bicyclette), regia di Philippe Le Guay (2013)
- Gemma Bovery, regia di Anne Fontaine (2014)
- Un début prometteur, regia di Emma Luchini (2015)
- La corte (L'Hermine), regia di Christian Vincent (2015)
- Ma Loute, regia di Bruno Dumont (2016)
- Parlami di te (Un homme pressé), regia di Hervé Mimran (2018)
- L'Empereur de Paris, regia di Jean-François Richet (2018)
- Il mistero Henri Pick (Le Mystère Henri Pick), regia di Rémi Bezançon (2019)
- Jeanne, regia di Bruno Dumont (2019) - cammeo
- Alice e il sindaco (Alice et le maire), regia di Nicolas Pariser (2019)
- Il meglio deve ancora venire (Le meilleur reste à venir), regia di Matthieu Delaporte e Alexandre de La Patellière (2019)
- Un uomo felice (Un homme heureux), regia di Tristan Séguéla (2023)
- Mon Crime - La colpevole sono io (Mon Crime), regia di François Ozon (2023)
- La Petite, regia di Guillaume Nicloux (2023)
- L'impero (L'Empire), regia di Bruno Dumont (2024)
- Marcello mio, regia di Christophe Honoré (2024)

### Televisione
- La Chaine, regia di Claude Santelli – film TV (1979)
- Fantômas – miniserie TV, 2 puntate (1980)
- Le Beau Monde, regia di Michel Polac – film TV (1981)
- Tous en boîte – miniserie TV (1986)
- Série noire – serie TV, episodi 1x17-1x30 (1986-1988)
- L'Argent du mur, regia di Jean-François Delassus – film TV (1988)
- Les Nuits révolutionnaires – miniserie TV (1989)
- Six crimes sans assassins, regia di Bernard Stora – film TV (1990)
- Voyage au bout de la nuit, regia di Benoît Jacquot – film TV (1990)
- Ne m'appelez pas ma petite, regia di Jean Becker e Lio – film TV (1994)
- Art, regia di Yves-André Hubert – film TV (1998)
- Chiami il mio agente! (Dix pour cent) – serie TV, episodio 2x02 (2017)

## Teatro
- Aspettando Godot di Samuel Beckett, allestimento di Otomar Krejča, Cour d'Honneur du Palais des Papes Festival d'Avignone (1978)
- Troilo e Cressida di William Shakespeare, allestimento di René Dupuy, Théâtre Fontaine (1979)
- De toutes les couleurs, Théâtre Renaud-Barrault (1982)
- Viaggio al termine della notte di Louis-Ferdinand Céline, Théâtre Renaud-Barrault (1986)
- Le Veilleur de nuit di Sacha Guitry, allestimento di Jacques Nerson, Théâtre 13, Théâtre Montparnasse (1986)
- La Valse du hasard di Victor Haïm, allestimento di Stephan Meldegg, Théâtre La Bruyère (1986)
- Il segreto di Henri Bernstein, allestimento di Andréas Voutsinas, Théâtre Montparnasse (1987)
- Viaggio al termine della notte di Louis-Ferdinand Céline, Studio des Champs-Elysées (1987)
- Viaggio al termine della notte di Louis-Ferdinand Céline, Théâtre Montparnasse (1988)
- Une folie électrique tratto da Diderot, allestimento di Michel Valmer (1989)
- Deux femmes pour un fantôme e La Baby-sitter di René de Obaldia, allestimento di Jean-Luc Moreau, Théâtre des Célestins (1990)
- La Société de chasse di Thomas Bernhard, allestimento di Jean-Louis Thamin, Théâtre de l'Atelier (1991)
- Partenaires di David Mamet, allestimento di Bernard Stora, Théâtre de la Michodière (1993)
- «Art» di Yasmina Reza, allestimento di Patrice Kerbrat, con Pierre Vaneck e Pierre Arditi, Comédie des Champs-Élysées (1994)
- Fabrice Luchini dit des textes de Baudelaire, Hugo, La Fontaine, Nietzsche, Maison de la Poésie (1996)
- Tre racconti - Un cuore semplice di Gustave Flaubert, Théâtre Paris-Villette (1996)
- L'arrivo a New York dopo Viaggio al termine della notte di Louis-Ferdinand Céline, Théâtre de la Gaîté-Montparnasse (2000)
- Écoute mon ami (e altri testi di Louis Jouvet), Comédie des Champs-Élysées, Théâtre de l'Athénée (2002)
- Knock, ovvero il trionfo della medicina di Jules Romains, allestimento di Maurice Bénichou, Théâtre de l'Athénée-Louis-Jouvet, Théâtre Antoine (2002)
- Fabrice Luchini dit des textes de La Fontaine, Nietzsche, Céline, Baudelaire, Théâtre de la Gaîté-Montparnasse (2005)
- Molly di Brian Friel, allestimento di Laurent Terzieff, Théâtre de la Gaîté-Montparnasse (2005)
- Le Point sur Robert : lettura di testi di Paul Valéry, Roland Barthes, Chrétien de Troyes, Molière e propri, Théâtre Paris-Villette, Petit Montparnasse, Théâtre de la Gaîté-Montparnasse, Théâtre de la Renaissance, Espace Pierre Cardin (2006 - 2009)
- Fabrice Luchini lit Philippe Muray, lettura, Théâtre de l'Atelier quindi Théâtre Antoine (2010-2012)
- La Fontaine, letture di La Fontaine, Baudelaire, Hugo, Nietzsche, Péguy, Rimbaud, Céline, Théâtre de l'Atelier (2011)
- Une heure de tranquillité di Florian Zeller, allestimento di Ladislas Chollat, Théâtre Antoine (2013-2014)
- La Fontaine et le Confinement, di e con Fabrice Luchini, allestimento Emanuelle Garassino. Théâtre Montparnasse (2022-2023)

## Riconoscimenti
- Premi César 1994 – Migliore attore non protagonista per L'amante del tuo amante è la mia amante
- Coppa Volpi 2015 – Miglior attore protagonista per La corte

## Doppiatori italiani
- Marco Mete ne Il cavaliere di Lagardère, Le avventure galanti del giovane Molière, Parigi, Le donne del 6º piano, Asterix & Obelix al servizio di Sua Maestà, Nella casa, Molière in bicicletta, Gemma Bovery, La corte, Ma Loute, Parlami di te, Alice e il sindaco, Il meglio deve ancora venire, Chiami il mio agente!, Un uomo felice, Mon crime - La colpevole sono io, L'Impero, Marcello mio
- Stefano Onofri ne Il ginocchio di Claire
- Roberto Chevalier in Racconti immorali
- Mino Caprio ne Le notti della luna piena
- Vittorio Stagni in Consiglio di famiglia
- Mauro Gravina in Max amore mio
- Tonino Accolla ne Il ritorno di Casanova
- Stefano Benassi ne Il colonnello Chabert
- Roberto Pedicini ne L'insolente
- Luca Biagini in Confidenze troppo intime
- Carlo Valli in Potiche - La bella statuina
- Enrico Di Troia ne Il mistero Henri Pick
- Massimo De Ambrosis in La Petite